# Kieron Gillen

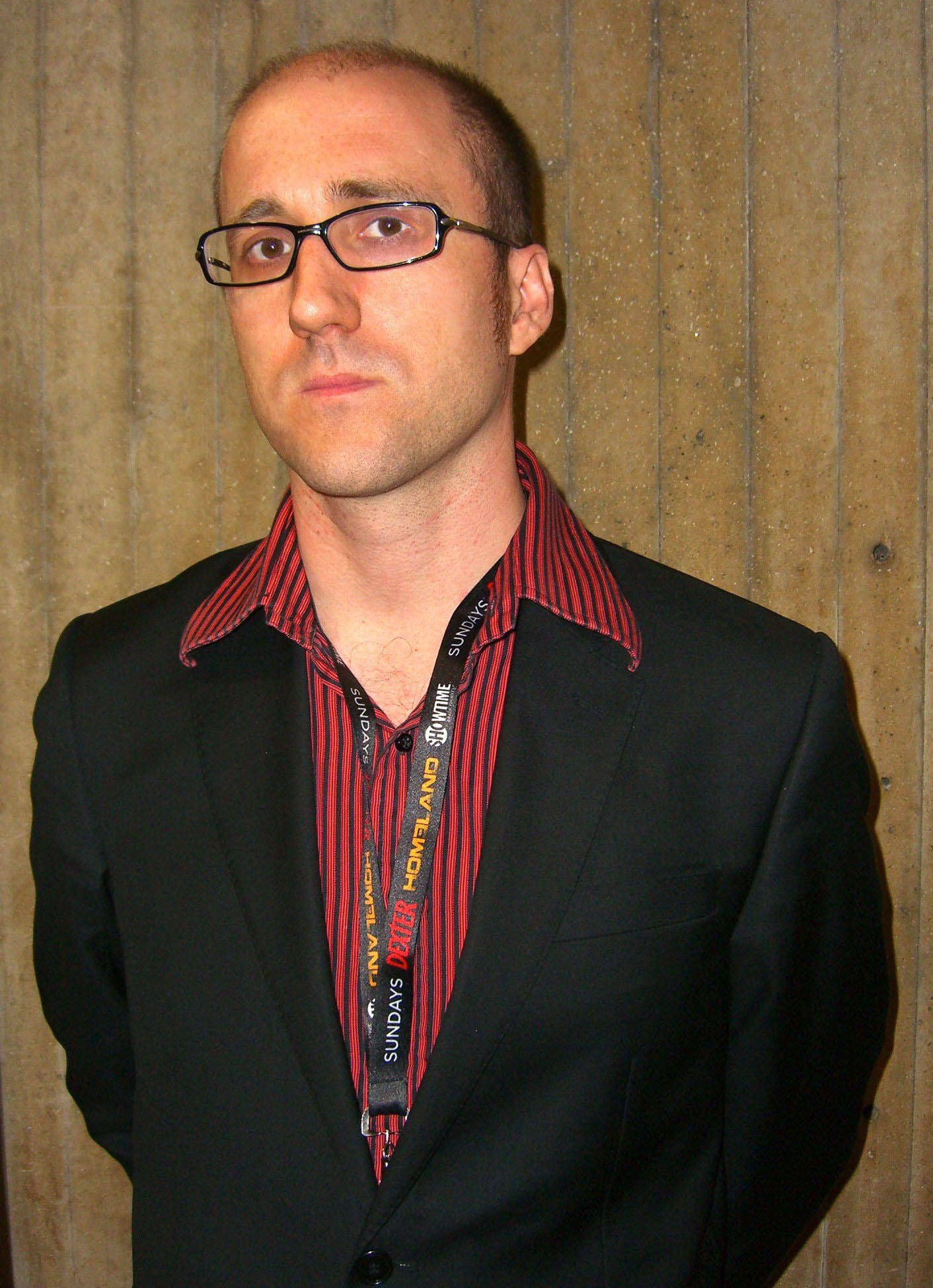
Kieron Gillen auf der New Yorker Comic Con 2011.

Kieron Gillen (* 1975) ist ein britischer Comicautor und ehemaliger Computerspielejournalist. Mit seinem 2004 veröffentlichten Manifest über eine neue Form der Spieleberichterstattung ist er einer der Hauptvertreter des New Games Journalism. Als Comicautor schuf er zusammen mit Jamie McKelvie die Comicreihe Phonogram und arbeitete unter anderem für Marvel Comics an Journey into Mystery und Uncanny X-Men.

## Karriere

### Spielejournalismus
Gillen arbeitete als Spielejournalist unter anderem für die Magazine PC Gamer UK, The Escapist, Amiga Power (unter dem Pseudonym „C-Monster“), Wired, The Guardian, Edge, Games Developer, Develop, MCV, GamesMaster und PC Format. Gillen war weiterhin Gründer und einer der Hauptkontributoren der journalistischen Spielewebsite Rock, Paper, Shotgun und Spieletester für Eurogamer.
Bekanntheit erlangte er für sein am 23. März 2004 veröffentlichtes Manifest über den New Games Journalism, das er nach einer Kneipendiskussion mit Freunden über die Spieleberichterstattung entwarf und im Kern eine Übertragung des Modells des New Journalism von Tom Wolfe auf den Computerspielejournalismus darstellt. In seinem Manifest macht sich Gillen für einen Wandel in der Spieleberichterstattung stark, weg von der objektiven Programmanalyse, hin zu einer subjektiveren, mit Anekdoten und kulturellen Referenzen aufbereiteten Beschreibung der eigenen Spielerfahrungen, ähnlich einem Reisebericht. Auf diese Weise solle verstärkt der Spieler in den Fokus der Berichterstattung rücken, nicht die Software. Gillens Ansatz stieß nicht überall auf Zustimmung und wurde kritisch diskutiert, fand jedoch auch Fürsprecher und erwies sich für die Spieleberichterstattung, die sich bei der Beurteilung von Spielen etwa zunehmend mit der Anpassung des Spielverlaufs an die eigene Spielweise auseinandersetzen muss, als einflussreich. Am 26. März 2014 nahm Gillen an einer Jubiläums-Diskussionsrunde anlässlich des zehnten Jahrestags des Manifests und seiner Nachwirkung teil.
Gillen bezeichnete sich als Fan der Arbeiten des Spieleentwicklers Warren Spector, zu dessen Spielen, insbesondere den bei Ion Storm entwickelten  Titeln Deus Ex und Thief: Deadly Shadows, er positive Artikel verfasste. Im September 2010 gab Gillen auf Rock, Paper, Shotgun bekannt, sich künftig hauptsächlich dem Schreiben von Comics widmen und daher nicht mehr länger hauptberuflich als Spielejournalist arbeiten zu wollen.
2000 erhielt Gillen als erster Spielejournalist eine Auszeichnung der Periodical Publishers Association (heute  Professional Publishers Association, PPA) als New Specialist Consumer Journalist. 2012 erhielt er den Games Media Award als Games Media Legend. Gillen trat auch als Gastsprecher auf Konferenzen der Spielebranche auf.

### Comics
Gillens Arbeiten umfassen sowohl Print- als auch Onlinecomics. Unter anderem schrieb er für Warhammer Monthly und Chaos League. Ab 2003 arbeitete Gillen zusammen mit dem Zeichner Jamie McKelvie an einem Comicstrip mit dem Titel Save Point für das Official PlayStation Magazine UK. 2006 veröffentlichte Gillen sein nach eigener Aussage „ersten richtigen Comic“ das pop-music urban fantasy Phonogram, ebenfalls wieder in Zusammenarbeit mit Jamie McKelvie. Comicautor Warren Ellis lobte den Titel als “one of the few truly essential comics of 2006” (deutsch: „einen der wenigen wirklich wichtigen Comics des Jahres 2006“). Die erste Ausgabe wurde über Image Comics im August 2006 veröffentlicht, die erste Serie umfasste sechs Ausgaben. Die zweite Serie umfasste sieben Ausgaben und wurde ab Dezember 2008 verlegt.
Am 14. April 2008 gab Gillen eine Kooperation mit dem Zeichner Greg Scott für ein Werk zu Warren Ellis' newuniversal-Mythos bekannt, daneben schrieb er den Warhammer-Fantasy-Comic Crown of Destruction. Die zweite Phonogram-Serie mit dem Titel The Singles Club startete im Dezember 2008 und umfasste sieben Ausgaben. Dabei handelte es sich um sogenannte One Shots, d. h. inhaltlich eigenständige Erzählungen. Alle Handlungen ereignen sich hierbei in derselben Nacht. Von Marvel Comics erhielt er einen Auftrag für eine Dazzler-Erzählung sowie einen One Shot und eine Miniserie zu Beta Ray Bill. Weitere Aufträge folgten Ende 2009. Auf HeroesCon wurde angekündigt, dass Killen ein Dark-Reign-Tie-In zur Miniserie Dark Avengers: Ares schreiben werde. Während der Comic Con in Chicago 2009 wurde angekündigt, dass Gillen zusammen mit Steven Sanders an einer neuen fortlaufenden Serie von Marvel namens S.W.O.R.D arbeiten werde.
Gillen folgte J. Michael Straczynski als Autor der Comicreihe Thor. Aus Gillens Feder stammten die Folgen 604 bis 614. Ende 2010 begann er seine eigene fortlaufende Comicserie Generation Hope, einen Ableger zu X-Men, der an das Ende der Erzählung von Second Coming anknüpft. Gillen schrieb die ersten zwölf Ausgaben, dann übergab er die Reihe an James Asmus.
Nach einer anfänglichen Zusammenarbeit als Co-Autor mit Matt Fraction ab Ausgabe 531 der Uncanny X-Men, wurde Gillen ab Ausgabe 534.1 (2011) alleiniger Autor. In seine Schaffenszeit fiel die Veröffentlichung der Crossover-Comicreihe Fear Itself, die Verknüpfungen mit zahlreichen Comicreihen wie Uncanny X-Men zur Folge hatte, und die Rücksetzung der Nummerierung im Zusammenhang mit der Crossover-Serie X-Men: Schism. Seine Tätigkeit endete mit einem Crossover mit Avengers vs. X-Men in Ausgabe 20. Er schrieb weiterhin die fünfteilige Miniserie AvX: Consequences, die sich mit den Auswirkungen dieses Events beschäftigte.
2011 kehrte Gillen zu Marvels Asgard-Franchise zurück, als er beginnend mit Ausgabe 622 die Autorenschaft für Journey into Mystery (dem ursprünglichen Titel der Thor-Serie) übernahm. Seine Tätigkeit endete mit Ausgabe 645 im Oktober 2012. Als Teil des Relaunchs von Marvel NOW! schrieb Gillen zwei Bücher, Invincible Iron Man (zusammen mit Greg Land) und Young Avengers (mit McKelvie). Für Avatar Press schrieb er die Serie The Heat, für Image Comics die 2013 veröffentlichte Reihe Three über die Heloten von Sparta. Ebenfalls für 2013 wurde eine dritte, sechsteilige Phonogramm-Serie mit dem Titel The Immaterial Girl angekündigt.
2021 erhielt er gemeinsam mit Stephanie Hans den British Fantasy Award für Die Volume 2: Split the Party als bestes Comic/Graphic Novel.

## Bibliografie

### Image Comics
- Phonogram (mit Jamie McKelvie, 2006–...), zusammengefasst als:
  - Rue Britannia  (enthält v1 #1–6, tpb, 152 Seiten, 2007, ISBN 1-58240-694-4)
  - The Singles Club (enthält v2 #1–7, tpb, 160 Seiten, 2010, ISBN 1-60706-179-1)
  - The Immaterial Girl (enthält v3 #1-6, tpb, 168 Seiten, 2016, ISBN 1-63215-679-2)
- This is a Souvenir: Sweeping the Nation (mit Jamie McKelvie, Anthology Graphic Novel, 208 Seiten, 2009, ISBN 1-60706-048-5)
- The CBLDF Presents Liberty Annual '12: Unleashed (mit Nate Bellegarde, 2012)
- Three #1–5 (mit Ryan Kelly, 2013–2014)
- The Wicked + The Divine #1- (mit Jamie McKelvie, 2014–...)
- Die Volume 2: Split the Party (mit Stephanie Hans, 2020, ISBN 978-1-53431-497-9)

### Marvel Comics
- newuniversal: 1959  (mit Greg Scott, one-shot, 2008)
- X-Men:
  - Manifest Destiny #5: Dazzler: Solo (mit Sara Pichelli, 2009), in: X-Men: Manifest Destiny (tpb, 200 Seiten, 2009, ISBN 0-7851-3951-6)
  - Origins: Sabretooth (mit Dan Panosian, one-shot, 2009), in: X-Men Origins (tpb, 192 Seiten, 2010, ISBN 0-7851-3452-2)
  - Dark Reign: The Cabal: The Judgment of Namor (mit Carmine Di Giandomenico, one-shot, 2009), in: Dark Avengers/Uncanny X-Men: Utopia (hc, 368 Seiten, 2009, ISBN 0-7851-4233-9; tpb, 2010, ISBN 0-7851-4234-7)
  - S.W.O.R.D #1–5 (mit Steve Sanders, 2010), zusammengefasst als: S.W.O.R.D.: No Time to Breathe (tpb, 128 Seiten, 2010, ISBN 0-7851-4076-X)
  - Generation Hope:
    - The Future is a Four-Letter Word (tpb, 152 Seiten, 2011, ISBN 0-7851-4719-5), enthält:
      - The Future is a Four-Letter Word (mit Salvador Espin, in #1–4, 2011)
      - The Daddy Issue (mit Jamie McKelvie, in No. 5, 2011)

    - Schism (tpb, 168 Seiten, 2012, ISBN 0-7851-5242-3), enthält:
      - The Ward (mit Salvador Espin, in #6–8, 2011)
      - Better (mit Jamie McKelvie, in #9, 2011)
      - Schism (mit Tim Seeley, in #10–11, 2011)
      - Half as Bright (mit Steve Sanders, in No. 12, 2011)

  - Uncanny X-Men:
    - Quarantine (tpb, 120 Seiten, 2011, ISBN 0-7851-5225-3), enthält:
      - Quarantine (mit Matt Fraction und Greg Land, in v1 #531–534, 2011)

    - Breaking Point (tpb, 120 Seiten, 2011, ISBN 0-7851-5226-1), enthält:
      - Press Release (mit Carlos Pacheco, in v1 #534.1, 2011)
      - Breaking Point (mit Terry Dodson, in v1 #535–538, 2011)
      - Losing Hope (mit Ibraim Roberson, in v1 No. 539, 2011)

    - Fear Itself (hc, 120 Seiten, 2012, ISBN 0-7851-5797-2; tpb, 2012, ISBN 0-7851-5227-X), enthält:
      - Fear Itself (mit Greg Land, in v1 #540–543, 2011)
      - Uncanny (mit Greg Land, in v1 #544, 2011)

    - Everything is Sinister (hc, 112 Seiten, 2012, ISBN 0-7851-5993-2; tpb, 2012, ISBN 0-7851-5994-0), enthält:
      - Everything is Sinister (mit Carlos Pacheco, in v2 #1–3, 2012)
      - A Phalanx of One (mit Brandon Peterson, in v2 No. 4, 2012)

    - Tabula Rasa (hc, 144 Seiten, 2012, ISBN 0-7851-5995-9; tpb, 2012, ISBN 0-7851-5996-7), enthält:
      - Tabula Rasa (mit Greg Land, in v2 #5–8, 2012)
      - Prison Break (mit Carlos Pacheco, in v2 #9–10, 2012)

    - AvX: Book 1 (hc, 112 Seiten, 2012, ISBN 0-7851-5997-5; tpb, 2013, ISBN 0-7851-5998-3), enthält:
      - Avengers vs. X-Men (mit Greg Land und Billy Tan, in v2 #11–13, 2012)
      - Everything is Sinister: Redux (mit Dustin Weaver, in v2 No. 14, 2012)

    - AvX: Book 2 (hc, 144 Seiten, 2013, ISBN 0-7851-6529-0), enthält:
      - This Strange, Unpleasant Land (mit Daniel Acuña, in v2 #15–17, 2012)
      - The Passion of Scott Summers (mit Ron Garney und Dale Eaglesham, in v2 #18–19, 2012)
      - The Fallout (mit Carlos Pacheco, in v2 No. 20, 2012)

  - Regenesis (mit Billy Tan, one-shot, 2011), in: X-Men: Schism (hc, 168 Seiten, 2012, ISBN 0-7851-5668-2; tpb, 2012, ISBN 1-84653-502-6)
  - Avengers vs. X-Men:
    - AvX: VS #2: Spider-Man vs. Colossus (mit Salvador Larocca, 2012), in: Avengers vs. X-Men (hc, 568 Seiten, 2012, ISBN 0-7851-6317-4)
    - Consequences #1–5 (mit Tom Raney, Steve Kurth, Scot Eaton, Mark Brooks, Gabriel Hernandez Walta, 2012), zusammengefasst als: AVX: Consequences (tpb, 120 Seiten, 2013, ISBN 0-7851-6646-7)
- Thor:
  - Beta Ray Bill: Godhunter (tpb, 104 Seiten, 2009, ISBN 0-7851-4232-0), enthält:
    - Beta Ray Bill: The Green of Eden (mit Dan Brereton, one-shot, 2009)
    - Beta Ray Bill: Godhunter #1–3 (mit Jose Angel Cano Lopez, 2009)

  - Thor: Ultimate Collection (tpb, 312 Seiten, 2011, ISBN 0-7851-5922-3), enthält:
    - Latverian Prometeus (mit Billy Tan, in #604–606, 2010)
    - Siege: Ragnarok (mit Billy Tan und Richard Elson, in #607–609, 2010)
    - New Mutants #11: Hel's Valkyrie (mit Niko Henrichon, 2010)
    - Siege: Loki (mit Jamie McKelvie, one-shot, 2010)
    - Siege: Epilogue (mit Doug Braithwaite, in No. 610, 2010)
    - The Fine Print (mit Richard Elson und Doug Braithwaite, in #611–614, 2010)

  - Journey into Mystery (mit Doug Braithwaite, Richard Elson, Carmine Di Giandomenico, Alan Davis und Stephanie Hans, 2011–2012), zusammengefasst als:
    - Fear Itself (enthält #622–626, hc, 136 Seiten, 2012, ISBN 0-7851-4840-X; tpb, 2012, ISBN 0-7851-4841-8)
    - Fear Itself Fallout (enthält #627–631, hc, 144 Seiten, 2012, ISBN 0-7851-5261-X; tpb, 2012, ISBN 0-7851-5262-8)
    - Terrorism Myth (enthält #632–636, hc, 120 Seiten, 2012, ISBN 0-7851-6370-0; tpb, 2012, ISBN 0-7851-6106-6)
    - Exiled (enthält #637–638, New Mutants #42–43 und Exiled one-shot, tpb, 120 Seiten, 2012, ISBN 0-7851-6540-1)
    - Manchester Gods (enthält #639–641, tpb, 120 Seiten, 2012, ISBN 0-7851-6107-4)
    - Everything Burns (enthält #642–645 und The Mighty Thor #18–22, hc, 216 Seiten, 2013, ISBN 0-7851-6168-6)
- Dark Avengers: Ares #1–3 (mit Manuel Garcia, 2009–2010), zusammengefasst als: Dark Avengers: Ares (tpb, 192 Seiten, 2010, ISBN 0-7851-4406-4)
- The Mystic Hands of Doctor Strange: The Cure (mit Frazer Irving, one-shot, 2010)
- World War Hulks: Spider-Man vs. Thor #1–2 (mit Jorge Molina und Paul Pelletier, 2010)
- Captain America und Batroc: Traceur (mit Renato Arlem, one-shot, 2011)
- Iron Man Vol. 5:
  - Believe (hc, 136 Seiten, 2013, ISBN 0-7851-6833-8), enthält:
    - Believe (mit Greg Land, in #1–5, 2012–2013)

  - The Secret Origin of Tony Stark (hc, 136 Seiten, 2013, ISBN 0-7851-6834-6), enthält:
    - The Godkiller (mit Greg Land, in #6–8, 2013)
    - The Secret Origin of Tony Stark (Prologue & part 1-2) (mit Dale Eaglesham, in #9–11, 2013)

  - The Secret Origin of Tony Stark - Book 2 (hc, 136 Seiten, 2013, ISBN 0-7851-6835-4), enthält:
    - The Secret Origin of Tony Stark (mit Dale Eaglesham, in #12, 2013)
    - The Secret Origin of Tony Stark: The Best Offense (mit Greg Land und Carlo Pagulayan, in #13–16, 2013)
    - The Secret Origin of Tony Stark: Conclusion (mit Carlo Pagulayan, in #17, 2013)

  - Iron Metropolitan (hc, 136 Seiten, 2014, ISBN 0-7851-8942-4), enthält:
    - Iron Metropolitan (mit Joe Bennett, in #19–22, 2013–2014)
    - Inhumanity (mit Agustin Padilla, in #20.INH, 2014)

  - Rings of the Mandarin (hc, 112 Seiten, 2014, ISBN 0-7851-5482-5), enthält:
    - Rings of the Mandarin (mit Luke Ross und Joe Bennett, in #23.NOW–28, 2014)
- Young Avengers vol. 2:
  - Style > Substance (tpb, 128 Seiten, 2013, ISBN 0-7851-6708-0), enthält:
    - The New World (mit Jamie McKelvie und Mike Norton, in Marvel NOW! Point One, 2012)
    - Style > Substance (mit Jamie McKelvie und Mike Norton, in #1, 2013)
    - DYS (mit Jamie McKelvie und Mike Norton, in #2, 2013)
    - Parent Teacher Disorganization (mit Jamie McKelvie und Mike Norton, in #3, 2013)
    - Deus Ex Machine Gunner (mit Jamie McKelvie und Mike Norton, in #4, 2013)
    - The Art of Saving the World (mit Jamie McKelvie und Mike Norton, in #5, 2013)

  - Alternative Cultures (tpb, 112 Seiten, 2014, ISBN 0-7851-6709-9)
    - The Toll (mit Kate Brown, in #6, 2013)
    - Breakfast Meet (mit Jamie McKelvie, in #7, 2013)
    - Share Your Universe (mit Jamie McKelvie und Mike Norton, in #8, 2013)
    - The Kiss und The Make Up (mit Jamie McKelvie und Mike Norton, in #9, 2013)
    - Mother's Day (mit Jamie McKelvie, in #10, 2013)

  - Mic-Drop at the Edge of Time und Space (tpb, 112 Seiten, 2014, ISBN 0-7851-8530-5)
    - Stage Nervous Breakdown (mit Jamie McKelvie, in #11, 2013)
    - Young Avengers (mit Jamie McKelvie, in #12–13, 2013)
    - Resolution (mit Jamie McKelvie, Emma Vieceli, Christian Ward, Annie Wu, Becky Cloonan, Ming Doyle und Joe Quinones, in #14–15, 2013–2014)
- Original Sin: Iron Man vs. Hulk No. 2, #4 (mit Luke Ross, 2014)

### Andere Verlage
- Boom! Studios:
  - Warhammer: Crown of Destruction #1–4 (mit Dwayne Harris, 2008)
  - CBGB #1: A NYC Punk Carol (mit Marc Ellerby, 2010), in: CBGB (tpb, 112 Seiten, 2010, ISBN 1-60886-024-8)
  - Once & Future #1-ongoing (2019-) (mit Dan Mora und Tamra Bonvillain)
- StarCraft: Frontline Volume 2: A Ghost Story (mit Hector Sevilla Lujan, Tokyopop Manga, 2009)
- Über #0-ongoing (mit Canaan White, Avatar, 2013–...)

### Zur Person
- Kieron Gillen Homepage
- Kieron Gillen in der Grand Comics Database (englisch)
- Kieron Gillen bei Comic Book DB
- Journalisted – Articles by Kieron Gillen
- Interview (2009) & Podcastinterview (2011) mit Kieron Gillen, Liberation Frequency.

### Werke
- Phonogram
- Busted Wonder